# Death Note (película de 2017)
Death Note es una película de suspenso sobrenatural estadounidense de 2017 adaptada libremente del manga japonés del mismo nombre creado por Tsugumi Ōba y Takeshi Obata. La película está dirigida por Adam Wingard y escrita por Charles & Vlas Parlapanides, Jeremy Slater y Kyle Kilner. La película está protagonizada por Nat Wolff, Lakeith Stanfield, Margaret Qualley, Shea Whigham, Paul Nakauchi, Jason Liles y Willem Dafoe, y sigue la historia de un estudiante de secundaria estadounidense llamado Light Turner, que encuentra una misteriosa libreta sobrenatural conocida como "Death Note", que puede matar a cualquiera cuyo nombre esté escrito en sus páginas.
La película se proyectó en FrightFest en Londres y luego se lanzó en Netflix el 25 de agosto de 2017 y recibió críticas mixtas a negativas. Actualmente se está trabajando en una secuela, con Greg Russo adjunto para escribir el guion.

## Argumento
En Seattle, Washington, el estudiante de secundaria Light Turner tropieza con la "Death Note", una misteriosa libreta encuadernada en cuero con instrucciones que dicen que al escribir el nombre de una persona en él, esa persona morirá de la manera prescrita. Light conoce entonces al dios de la muerte Ryuk, el propietario de la libreta. Ryuk convence a Light para que utilice la libreta; Light escribe el nombre de un matón y poco después es testigo de su muerte en un extraño accidente. Esa noche, Light vuelve a intentarlo, utilizando el nombre del asesino de su madre, Anthony Skomal y, a la mañana siguiente, se entera por su padre James, detective de la policía, de que Skomal murió como Light había escrito. En la escuela, Light le muestra a Mia la libreta y le demuestra su poder matando a un conocido criminal durante una situación de rehenes televisada. Los dos deciden trabajar juntos para librar al mundo de criminales y terroristas, utilizando el nombre de "Kira" (derivado de la transliteración japonesa de "Killer") para desviar la atención de la investigación de su continente.
Las acciones de Kira llaman la atención del enigmático detective internacional "L", quien deduce que Kira es un estudiante de Seattle con estrechos vínculos con la policía, e indirectamente concluye que Kira solo puede matar si conoce el nombre y el rostro de su víctima. Trabajando con James y la policía, L tiene varios agentes del FBI que rastrean a Light y otros sospechosos. Light se niega a matarlos cuando Mia lo sugiere, pero pronto los agentes se suicidan en masa, por lo que Light cree que Ryuk les obligó a hacerlo. James amenaza a Kira por la transmisión pública, pero cuando no logra ser asesinado, L se enfrenta a Light por ser Kira y prepara a la policía para registrar a fondo la casa de Light. Light decide usar la Death Note para obligar al asistente personal de L, Watari, a viajar a Montauk, Nueva York y encontrar el registro de adopción de L allí; Light planea quemar la página del cuaderno con el nombre de Watari una vez que sepa el nombre de L para detener la muerte de Watari, y luego matar a L. Mia ayuda a sacar el cuaderno a escondidas antes de la búsqueda.
Light y Mia van al baile de la escuela, usando el evento para deshacerse de L y la policía. Light recupera el cuaderno justo cuando Watari lo contacta con el nombre de L del orfanato en el que se crio, pero Light no puede encontrar la página en el cuaderno. Watari luego es asesinado por seguridad por allanamiento antes de que pueda revelar el nombre de L, que es "Lebensborn Atubia". Light descubre que Mia tomó la página de Watari, provocó el suicidio de los agentes y escribió el nombre de Light en el libro, listo para matarlo a la medianoche, pero ella se ofrece a quemar su página si él le entrega el cuaderno. Light huye y le dice a Mia que se reúna con él en la Gran Noria de Seattle. Mientras tanto, L se entera de la muerte de Watari y se vuelve inestable, partiendo en una persecución personal contra Light, mientras que James ordena que L sea detenido. L arrincona a Light, pero un partidario de Kira, al escuchar que Light es Kira, noquea a L, dejando escapar a Light. Mia se encuentra con Light al volante y llegan a la cima. Allí, Mia roba la libreta, pero se da cuenta demasiado tarde de que este era el plan de Light: Light ha escrito su muerte en el cuaderno dependiendo de que ella lo tome. Ryuk luego hace que la rueda se derrumbe, haciendo que Mia caiga a su muerte, mientras que Light y la libreta caen a las aguas cercanas. La página con el nombre de Light aterriza en un barril ardiendo frente a los ojos de L.
Antes de encontrarse con Mia en la noria, Light había usado la libreta para obligar a un médico acusado de un delito a rescatarlo y ponerlo en un coma inducido médicamente, mientras otro criminal recuperaba la Death Note y continuaba con los asesinatos de Kira antes de devolver la libreta a su cama, matando a ambos después de completar su papel. Mientras tanto, a L se le ordena salir del caso por su aparente mala conducta, pero desafiando el asalto a la casa de Mia, encuentra la página de la libreta con los nombres de los agentes y deduce sus capacidades. En un ataque de histeria, considera escribir el nombre de Light. Cuando Light se despierta de su coma en un hospital con James, quien ha llegado a la conclusión de que Light es Kira, a su lado, intenta convencer a James de que sus acciones eran "el menor de dos males", lo que provocó que Ryuk se riera y comentara que "los humanos son tan interesantes", finalizando la película.

## Reparto
- Nat Wolff como Light Turner/Kira: Un estudiante de secundaria brillante pero aislado que descubre la "Death Note" y la usa para matar criminales escribiendo sus nombres y causas de muerte, en un intento por cambiar el mundo en una utopía sin crimen, y así, junto a Mia Sutton, convirtiéndose en el asesino en serie de fama mundial conocido como "Kira", mientras que las agencias de aplicación de la ley y los medios y el público de todo el mundo elogian y temen a la vez. En marcado contraste con su homólogo del manga, esta versión de Light carece de muchas de las tendencias despiadadas, sádicas y sociópatas del original y está representada en una luz más compasiva y humanizada.
- Margaret Qualley como Mia Sutton/Kira: La compañera de clase y novia de Light, quien lo ayuda en su masacre mundial de criminales como el vigilante divino: "Kira", que eventualmente busca matar a aquellos que buscan detenerlos y se obsesiona peligrosamente con el poder de la libreta. En una entrevista con io9, Adam Wingard reveló que en lugar de estar basado en el personaje de manga Misa Amane, Sutton es un personaje original basado en las cualidades sociópatas de Light Yagami.[2]
- Lakeith Stanfield como Lebensborn Atubia/L: Un detective consultor internacional sin nombre, muy inteligente y estimado, pero también socialmente excéntrico y peculiar, con un pasado envuelto en misterio y que está decidido a capturar a "Kira" y poner fin a su reinado de terror.
- Shea Whigham como el detective James Turner: El padre viudo de Light y un veterano detective de la policía de Seattle, que ayuda a L a encontrar al misterioso "Kira", sin saber que es su propio hijo. A diferencia de la versión original del manga, James perdió a su esposa en un crimen de atropello y fuga absuelto y tiene una relación más tensa con su hijo.
- Paul Nakauchi como Watari: Asistente de L y padre adoptivo.
- Jason Liles y Willem Dafoe como Ryuk: Un Shinigami demoníaco (dios de la muerte) y el propietario original de la Death Note, que comienza a comunicarse con Light cuando recibe la libreta y observa con curiosidad sus actividades como "Kira" con diversión. Liles interpretó al personaje disfrazado, mientras que Dafoe proporcionó trabajo de voz y captura de movimiento para los elementos faciales.

El productor Masi Oka hace un cameo como Detective Sasaki: un detective de la policía de Tokio que investiga uno de los asesinatos de Light. Chris Britton, quien interpretó a Sochiro Yagami, la contraparte original de James Turner del manga, en el doblaje en inglés del anime Death Note, hace un cameo como Aaron Peltz, un abusador de menores en serie y una de las víctimas de Light.

## Doblaje
| Personaje         | Actor original   | Actor de doblaje      | Actor de doblaje        |
| Personaje         | Actor original   | México                | España                  |
| ----------------- | ---------------- | --------------------- | ----------------------- |
| Light Turner/Kira | Nat Wolff        | José Antonio Toledano | Vicente Real            |
| L                 | Keith Stanfield  | Alejandro Orozco      | Javier Abengózar        |
| Mia Sutton/Kira   | Margaret Qualley | Alondra Hidalgo       | Laura Peña              |
| Ryuk              | Willem Dafoe     | Rolando de Castro     | Ángel Amorós            |
| James Turner      | Shea Whigham     | Armando Coria         | Guillermo Morante       |
| Watari            | Paul Nakauchi    | Germán Fabregat       | Paco Gisbert            |
| Kenny Doyle       | Jack Ettlinger   | Edson Matus           | Borja Fernández Sedano  |
| Anthony Skomal    | Artin John       | Carlo Vázquez         |                         |
| Director Green    | Paul McGillion   | Óscar Gómez           | Antonio Fernández Muñoz |
| James Brode       | Jesse Stretch    | Enrique Cervantes     | César Martín            |

## Producción

### Desarrollo
En 2007, el periódico malasio The Star declaró que más de diez compañías cinematográficas en los Estados Unidos habían expresado interés en la franquicia Death Note. La productora estadounidense Vertigo Entertainment se estableció originalmente para desarrollar el remake, con Charley y Vlas Parlapanides como guionistas y Roy Lee, Doug Davison, Dan Lin y Brian Witten como productores. El 30 de abril de 2009, Variety informó que Warner Bros., los distribuidores de las películas japonesas de acción en vivo originales, habían adquirido los derechos de una nueva versión estadounidense, con los guionistas y productores originales aún adjuntos. En 2009, Zac Efron respondió a los rumores de que interpretaría el papel principal de la película afirmando que el proyecto "no estaba en el primer plano". El 13 de enero de 2011, se anunció que Shane Black había sido contratado para dirigir la película, con el guion escrito por Anthony Bagarozzi y Charles Mondry. Los estudios de Warner planearon cambiar la historia de fondo de Light Yagami en una de venganza en lugar de justicia y eliminar a los Shinigami de la historia. Black se opuso a este cambio y no había recibido luz verde. Black confirmó en una entrevista de 2013 con Bleeding Cool que todavía estaba trabajando en la película. En julio de 2014, se rumoreaba que Gus Van Sant reemplazaría a Black como el nuevo director de la película, con Dan Lin, Doug Davison, Roy Lee y Brian Witten produciendo a través de Vertigo Entertainment, Witten Pictures y Lin Pictures.
El 27 de abril de 2015, The Hollywood Reporter reveló que Adam Wingard dirigiría la película, que Lin, Lee, Jason Hoffs y Masi Oka producirían, y que Niija Kuykendall y Nik Mavinkurve supervisarían el estudio. Los productores declararon que la película recibiría una calificación R. En abril de 2016, TheWrap informó que debido a que Warner Bros. había decidido hacer menos películas, el estudio puso la película en marcha, pero permitió que Wingard llevara el proyecto a otra parte. En 48 horas, según los informes, Wingard fue contactado por casi todos los grandes estudios de cine. El 6 de abril de 2016, se confirmó que Netflix había comprado la película a Warner Bros. con un presupuesto de 40 a 50 millones de dólares y un borrador reciente del guion que estaba escribiendo Jeremy Slater. La producción comenzó oficialmente en Columbia Británica el 30 de junio de 2016, (donde Vancouver se duplicó como Seattle) supervisada por DN (Canadá) Productions, Inc. Atticus Ross y Leopold Ross compusieron la banda sonora de la película.

### Casting

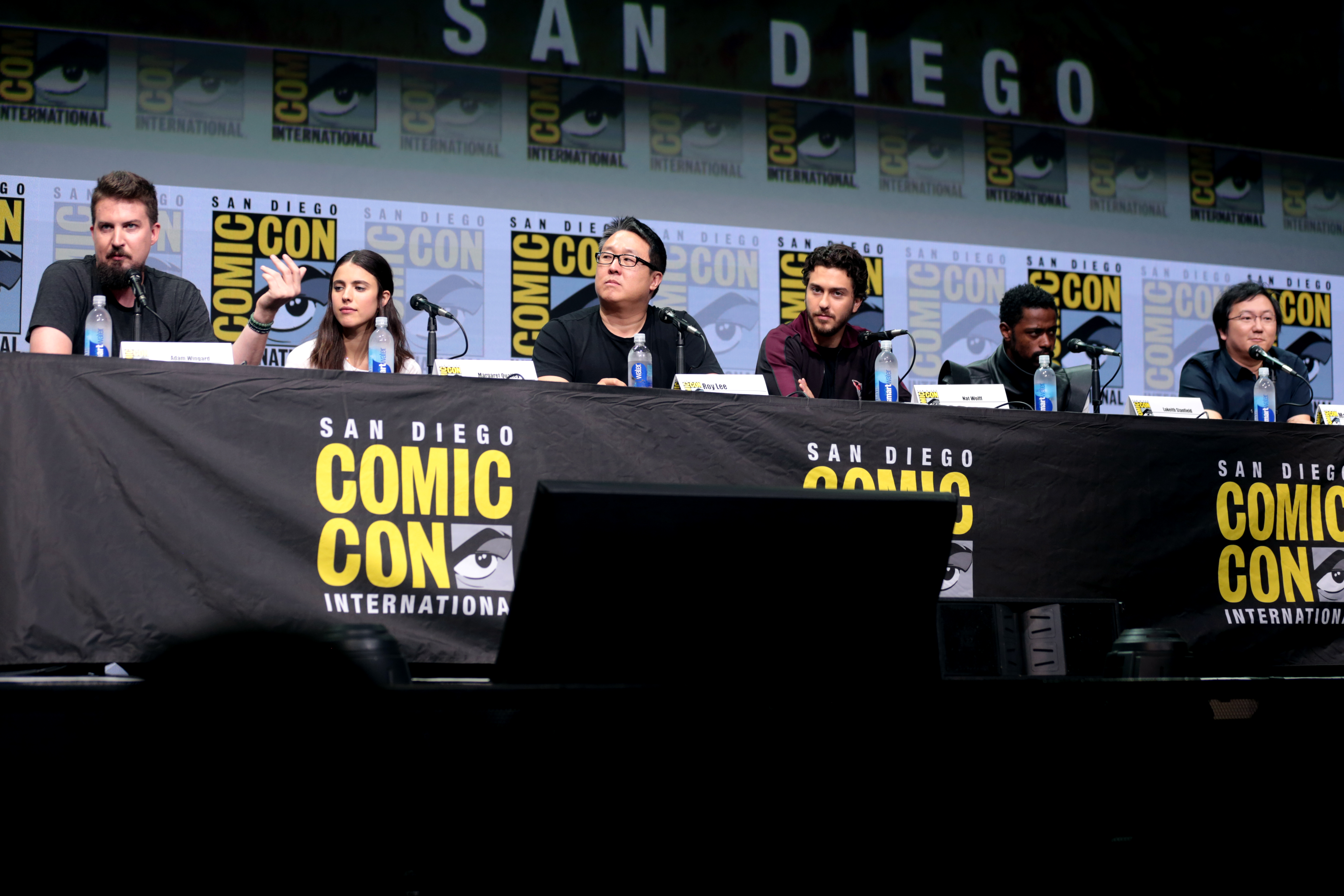
El elenco y el equipo de Death Note en la Comic-Con de San Diego 2017

El 29 de septiembre de 2015, Nat Wolff fue elegido para el papel principal. El 12 de noviembre de 2015, Margaret Qualley se unió a la película como protagonista femenina. En junio de 2016, Lakeith Stanfield se unió al elenco. El 30 de junio de 2016, se anunció que Paul Nakauchi y Shea Whigham se habían unido al elenco. El 2 de agosto de 2016, se anunció que Willem Dafoe daría voz al Shinigami Ryuk. A raíz del casting de Dafoe, Brian Drummond, quien expresó a Ryuk en el doblaje en inglés del anime, expresó su aprobación citando el casting de Ryuk. Oka, uno de los productores de la película, anunció que también tiene un papel en la película.
Los primeros anuncios de casting, similares a otras producciones de Hollywood basadas en manga japonés como Dragonball Evolution y Ghost in the Shell, resultaron en acusaciones de blanqueo. En respuesta, los productores Roy Lee y Dan Lin declararon que "Nuestra visión para Death Note siempre ha sido... presentar al mundo esta obra maestra oscura y misteriosa. El talento y la diversidad representados en nuestro elenco, redacción y equipos de producción reflejan nuestra creencia en mantenerse fiel al concepto de relevancia moral de la historia, un tema universal que no conoce fronteras raciales".
Wingard abordó las preocupaciones sobre la película, explicando que la película es una versión estadounidense de la historia de Death Note, diciendo: "Es una de esas cosas en las que cuanto más trataba de mantenerme 100% fiel al material original, más amable era de se derrumbó... Estás en un país diferente, estás en un tipo de entorno diferente y también estás tratando de resumir una serie extensa en una película de dos horas de duración. Para mí, se convirtió en "¿Qué significan estos temas para los Estados Unidos de hoy en día, y cómo afecta eso a la forma en que contamos la historia?" Wingard también declaró que principalmente intentó hacer una versión única y diferente del manga original, al mismo tiempo que intentaba mantener intactos los temas y elementos centrales del manga original, como la dinámica del gato y el ratón entre los protagonistas principales: Light y L, los temas de moralidad y justicia, la diferencia entre el bien y el mal, ciertas características y elementos de los personajes originales del manga (como que el padre de Light sigue siendo un oficial de policía, los gestos y rasgos de personalidad de L, junto con sus antecedentes y pasado originados en un orfanato aislado, Light es representado como un estudiante de secundaria introvertido y dotado intelectualmente, los rasgos de personalidad de Ryuk y su afinidad por las manzanas).

## Estreno
La película se proyectó en FrightFest en Londres, antes de ser lanzada en Netflix el 25 de agosto de 2017. El 20 de julio de 2017, la película se proyectó temprano para el público en San Diego Comic-Con Internacional 2017.

### Marketing
El 22 de marzo de 2017, Netflix lanzó un adelanto de la película en YouTube. Se lanzó un avance adicional el 29 de junio de 2017.

## Recepción

### Crítica
Death Note recibió críticas mixtas. En el sitio web de agregación de reseñas Rotten Tomatoes, la película tiene una calificación de aprobación del 39% basada en 74 reseñas y una calificación promedio de 4.73/10. El consenso crítico del sitio dice: "Death Note se beneficia del ojo distintivo del director Adam Wingard y un elenco talentoso, pero no son suficientes para superar un lienzo fatalmente abarrotado". Metacritic le dio a la película una puntuación de 43 sobre 100, basada en 14 críticos, indicando "críticas mixtas o promedio".
Jeanette Catsoulis para The New York Times escribió que la película "se siente apresurada y constreñida" en comparación con el volumen del material original, pero elogió cómo la dirección de Wingard se centró en "el estado de ánimo sobre el caos" para hacer suya la adaptación. Peter Debruge para Variety dijo que sentía que Wingard llevó la adaptación cinematográfica hacia un trabajo al estilo de Donnie Darko que capturaría el interés de más audiencias occidentales en comparación con el trabajo original, pero hizo que el trabajo capturara la sensación de una película teatral en lugar de una película. trabajo confinado a su medio original. Debruge también escribió que a pesar de los conceptos filosóficos de asesinar a través del Death Note, "la película nunca se da cuenta de cuán retorcido es el concepto que está vendiendo, y eso es fácilmente lo más aterrador". Brian Tallerico para Rogerebert.com le dio a la película una de las cuatro estrellas, afirmando que los cambios que Wingard había hecho a la obra original no tenían ningún propósito artístico o temático, ni capturaron el juego del gato y el ratón entre Light y L que era núcleo del trabajo original, y debido a que los productores "se negaron a hacer de Light el antihéroe que necesitaba ser", la adición de Mia como un interés amoroso "[dejó] el proyecto hueco en su centro", pero elogió principalmente las actuaciones de Stanfield y Dafoe.
Tsugumi Ohba y Takeshi Obata, los creadores originales de Death Note, han elogiado la película, y el primero dijo: "En el buen sentido, siguió y se apartó del trabajo original para que la película pueda ser disfrutada, por supuesto, no solo por los fans, sino también por un público mucho más amplio y amplio".

## Controversia
Unos meses después del lanzamiento, se descubrió que las imágenes del accidente de tren en la película eran imágenes reales de una colisión de trenes de 2010 en Buizingen, Bélgica, en la que murieron 19 personas. Tanto el operador ferroviario como los sobrevivientes han criticado esto como una falta de respeto a las víctimas.

## Secuela
En una entrevista con Heat Vision, el director Adam Wingard declaró que Netflix había querido hacer al menos dos películas, si un número suficiente de personas ve la primera. Dijo: "Definitivamente hay muchos lugares a los que ir, y en general sabemos a dónde la llevaríamos. Esperemos que la gente la vea y que Netflix encargue una secuela. Sin duda, están dispuestos a hacerlo. Sólo necesitan que la gente la vea".
El 22 de agosto de 2018, se anunció a través de un informe de THR que una secuela estaba en marcha, con Greg Russo supuestamente escribiendo el guion, después de que Sarandos calificara la película de un éxito "considerable". El 20 de abril de 2021, Russo reveló que la secuela será más fiel al manga que la primera película.